# Júlia Gonzaga
Júlia Gonzaga (em italiano:  Giulia; Gazzuolo, 1513 – Nápoles, 16 de abril de 1566) foi uma nobre, mecenas e escritora de cartas italiana. Ela foi condessa consorte de Fondi e duquesa de Traetto (na atual cidade de Minturno) pelo seu casamento com Vespasiano Colonna, além de suo jure condessa de Rodigo como herdeira do falecido marido. 
Conhecida por sua inteligência e beleza, ela manteve um círculo cultural em Fondi, composto por diversas personalidades artísticas importantes da época do Renascimento, muitas dos quais lhes dedicavam pinturas e poemas. No entanto, após um ataque pirata por Barba-Ruiva, a condessa passou a residir no Reino de Nápoles, onde continuou a cultuar uma vida social intensa, chegando a ser suspeita, pela Igreja Católica, de possuir simpatias pela causa protestante, mas conseguiu escapar da Inquisição graças aos seus primos cardeais. Júlia nunca mais se casou, e, embora não tenha tido filhos, foi responsável pela criação do sobrinho, Vespasiano I Gonzaga. Ainda que tenha sido atribuída a ela a maternidade de Asdrúbal de Médici, filho ilegítimo de Hipólito de Médici, tal alegação nunca foi comprovada.

## Família
Júlia era a filha de Ludovico Gonzaga, conde de Sabioneta, e de Francisca Fieschi.
Os seus avós paternos eram João Francisco Gonzaga e Antônia Del Balzo. Os seus avós maternos eram João Luís II Fieschi e Catarina del Carretto.
Ela teve dez irmãos, entre eles: Luís, conhecido como Rodomonte, sucessor do pai e marido de Isabel Colonna, enteada da irmã; Pirro, cardeal católico; João Francisco, conhecido como Cagnino, senhor de Bozzolo, casado com Luísa Pallavicini; Paula, esposa de João Galeácio Sanvitale, senhor de Fontanellato; Hipólita, esposa do conde Galeotto II Pico della Mirandola; Leonor, esposa de Girolamo Martinengo, etc.

## Biografia

### Casamento
Em agosto de 1526, quanto tinha cerca de 13 anos de idade, Júlia casou-se com o seu primo, Vespasiano Colonna, que já tinha por volta de 41 anos. Ele era filho do condotiero Prospero Colonna e de Covella de Sanseverino. 

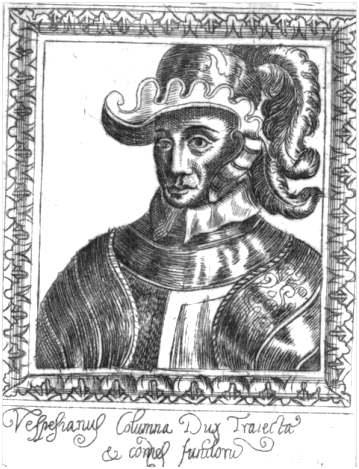
Gravura de Vespasiano.

Vespasiano havia ficado viúvo no ano anterior de Beatriz Appiano, com quem teve uma filha chamada Isabel. O duque estava "com a saúde debilitada, coxo e com um braço só". Júlia, que havia trazido 12.000 escudos de ouro como dote, ficou viúva menos de dois anos depois, em 13 de março de 1528; ela tornou-se a herdeira de seu marido com a condição de não se casar novamente, caso contrário, os bens de Vespasiano passariam para sua única filha, Isabel.
No testamento redigido na véspera da sua morte, Vespasiano escreveu: 
"Deixo Isabel a Hipólito de Médici, sobrinho do Papa, 30.000 ducados do Reino como dote, e para contentamento de vaxalli, e satisfação da posteridade que o os filhos são chamados pelo sobrenome da casa Colonna [...] Caso o casamento de Isabel com o sobrinho Hipólito não aconteça, minha esposa decidiu casar com um dos irmãos, com cinco mil ducados de renda do estado de Campagna, como um dote. De resto, minha esposa, mulher e padroeira de todo o referido estado e também do Reino, durante sua vida, mantendo o hábito de viver, e no caso de se casar, se ela tirar o dote, Isabel permanecerá herdeira universal de ambos tanto do Estado Rural como do Reino e de Apruzio."
Portanto, Júlia nunca mais se casou, e organizou o seu palácio como um centro de cultura, o qual atraía a atenção de seu contemporâneos. Já Isabel não se casou com Hipólito, que tornou-se cardeal da Igreja, mas com o irmão de Júlia, Luís. Desta forma, a condessa se envolveu no proteção da propriedade de seus feudos por sua família de origem e, ao mesmo tempo, manteve a amizade do influente cardeal.
Luís e Isabel tiveram um filho, Vespasiano I Gonzaga, duque de Sabioneta e marquês de Ostiano, que foi criado pela tia, Júlia, após a morte do pai e novo casamento da mãe com Filipe de Lannoy, príncipe de Sulmona e Ortonamare.

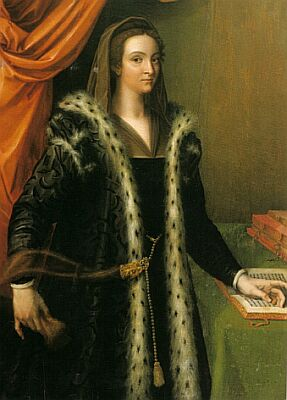
A condessa vestido de luto, pintada por Cristofano dell'Altissimo, inspirado no original de Sebastiano del Piombo

Em 1532, conforme o desejo do marido, Júlia ascendeu ao título de condessa de Rodigo, um estado independente que fazia parte Marca de Mântua. A partir de 1541, foi sucedida pelo sobrinho.

### Na corte
A condessa de Rodigo estabeleceu residência em Fondi, onde entretinha, junto a seu secretário, o poeta modenês Gandolfo Porrino, um pequeno, porém, refinado círculo intelectual no castelo local, frequentado por personalidades como Vittoria Colonna, Marcantonio Flaminio, Vittore Soranzo, Francesco Maria Molza, Francesco Berni, o pintor Sebastiano del Piombo – quem pintou o seu retrato – Pietro Paolo Vergerio, Pietro Carnesecchi, e Juan de Valdés. Valdés era um escritor espanhol residente em Nápoles, com quem a condessa manteve contato ao longo da vida. Sobre ela, ele escreveu, no dia 18 de setembro de 1535, ao cardeal Ercole Gonzaga, que esteve em Fondi:
"com aquela senhora, que é uma pena não ser a senhora do mundo inteiro, embora eu acredite que Nosso Deus providenciou este caminho para que nós outros pobres ainda possamos desfrutar de sua conversa divina e bondade, que não é de forma alguma inferior à beleza." 
A inteligência e cultura, aliadas à notável beleza da nobre, atraíram a atenção de importantes poetas da época, como Ludovico Ariosto e Bernardo, pai de Torquato Tasso, quem lhe dedicou vários sonetos.
Mesmo o cardeal Hipólito, apesar de ocupar o posto de cardeal, não deixou de cortejá-la: este legado papal na Úmbria, vice-chanceler, administrador dos bispados de Casale e Lecce, detentor de ricos benefícios, que mantinha na sua luxuosa casa romana no Campo de Marte, uma corte de centenas de pessoas, dedicou à Júlia a sua tradução do segundo livro da Eneida, escrevendo que o fogo no seu coração, causado por ela, era semelhante ao de Troia, e lhe causou "angústia, suspiros e lágrimas". Rumores da época atribuíam-lhe a maternidade do filho ilegítimo de Hipólito, Asdrúbal de Médici.

### Ataque pirata e vida em Nápoles
Na noite entre 8 e 9 de agosto de 1534, a cidade de Fondi foi atacada pelo corsário Barba-Ruiva, que já vinha saqueando a costa sul da península há semanas, fazendo rápidos desembarques de seus navios. Para dar credibilidade à interpretação tradicional dos acontecimentos, ele teria tentado sequestrar Júlia para entregá-la como "presente" ao sultão Solimão, o Magnífico. Houve a especulação de que a tentativa de sequestro de Júlia pelo pirata foi feita a pedido da família Colonna, que pretendia se apropriar dos bens que Vespasiano deixou para a viúva. No entanto, o mais provável é que o corsário tenha recebido a ordem do sequestro de Pargalı İbrahim Paxá, o grão-vizir do sultão, que planejava colocá-la no Harém Imperial com a intenção de suplantar a influente e poderosa esposa de Solimão, Roxelana. Felizmente, a a condessa de Rodigo conseguiu do castelo, à noite, com uma fuga aventureira feita em Campodimele, acompanhada de um único cavaleiro. Como retaliação, Barba-Ruiva saqueou Fondi e a cidade vizinha Sperlonga, no entanto, ele repelido pela tenaz resistência dos habitantes de Itri. 
Segundo James Reston, Júlia teria ordenada a morte do cavaleiro que a ajudou na fuga, porque ela estava quase nua ao escapar, e ele tinha visto mais do que devia, embora o autor não cite evidências para sua alegação.
O imperador Carlos V, menos de um ano depois do ataque, organizou uma expedição em Tunes para destruir a base de corsários de Barba-Ruiva e quando, em 25 de novembro de 1535, o soberano regressou a Nápoles, Júlia foi ao seu encontro, não só para ver o seu vingador, mas para cair nas boas graças dele em benefício de suas próprias disputas domésticas com os Colonna e sua enteada, Isabel. O imperador intermediou a disputa entre Júlia e Isabel, e decidiu que Isabel poderia ficar com as propriedades deixadas na herança, contanto que ela desse um salário anual para a madrasta, o que ela fez, ainda que a contragosto.
Ela permaneceu em Nápoles, e ingressou no convento napolitano de São Francisco delle Monache, o que foi autorizado pelo Papa Paulo III. Apesar de seu ingresso no convento, não fez votos de freiras, e manteve-se como a condessa de Rodigo. Lá ela vivia dentro de um pequeno alojamento alugado, onde recebia seus convidados, e, de vez em quando, visitava o seu castelo em Fondi.

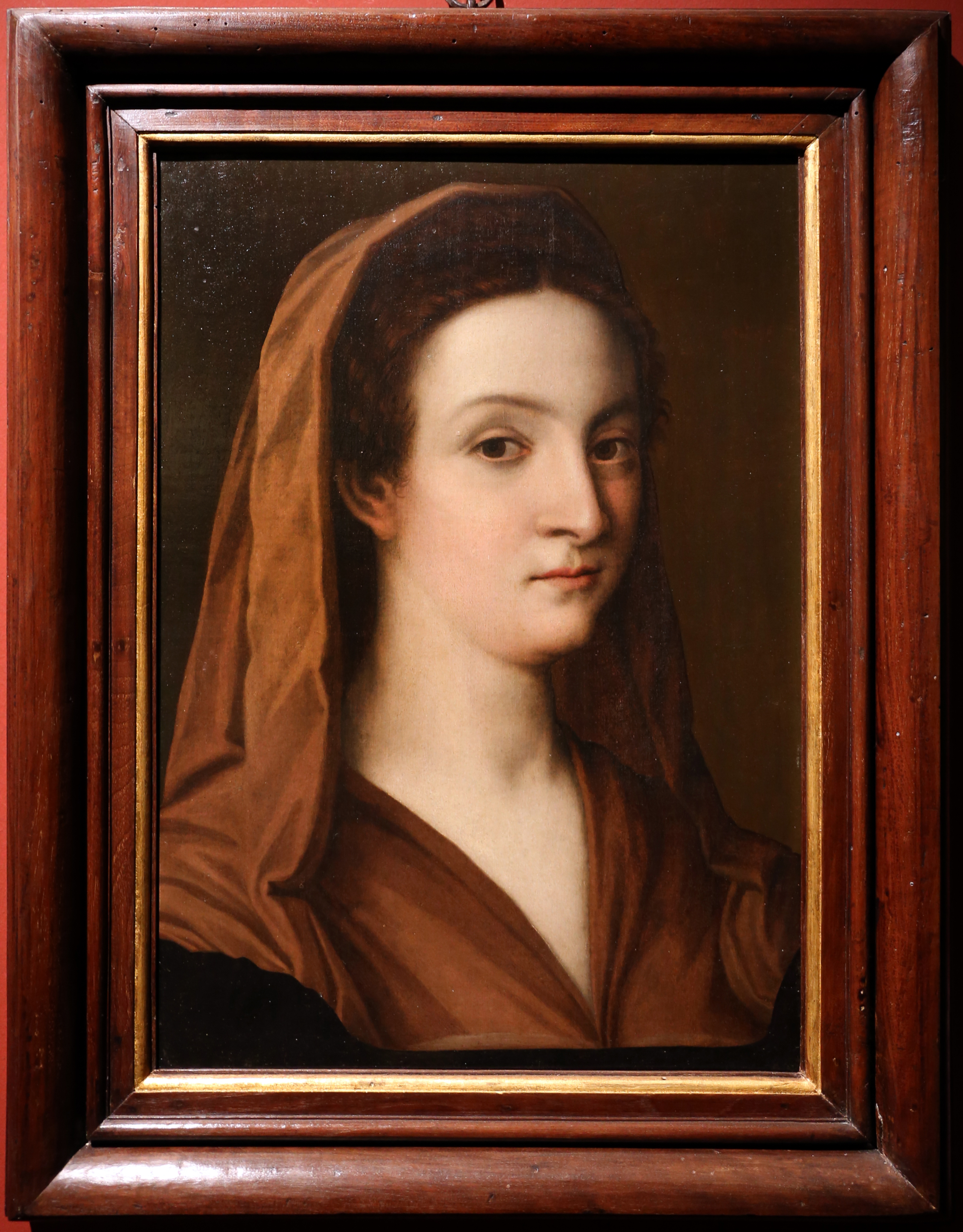
Júlia pintada por Alessandro Allori, parte da Galleria Palatina.

Ortensio Lando descreveu-a como uma mulher que, "esqueceu a sua beleza, tem todos os pensamentos voltados para o céu, e é muito mais praticada nas letras sagradas do que outras mulheres na agulha ou na roca."
Em Nápoles, Júlia também conheceu o reformador protestante, Bernardino Ochino, em 1536, um pregador muito famoso e cativante, general da Ordem dos Frades Menores Capuchinhos, que depois fugiu para a Suíça para escapar da perseguição da Inquisição, e frequentou o círculo de Valdés, o que a tornou protagonista de seu diálogo Alfabeto Cristão, publicado postumamente, em 1546, pela própria condessa. As teorias de Valdés, partilhadas por Júlia, consistem na rejeição das formas externas de devoção, no abandono com confiança a Deus que, tendo colocado sobre Cristo o castigo dos pecados da humanidade, deu prova de uma capacidade de perdão da qual o homem poder ter fé absoluta, sendo a fé, segundo essa interpretação, uma iluminação do Espírito Santo, e não o resultado de uma análise racional das Escrituras.

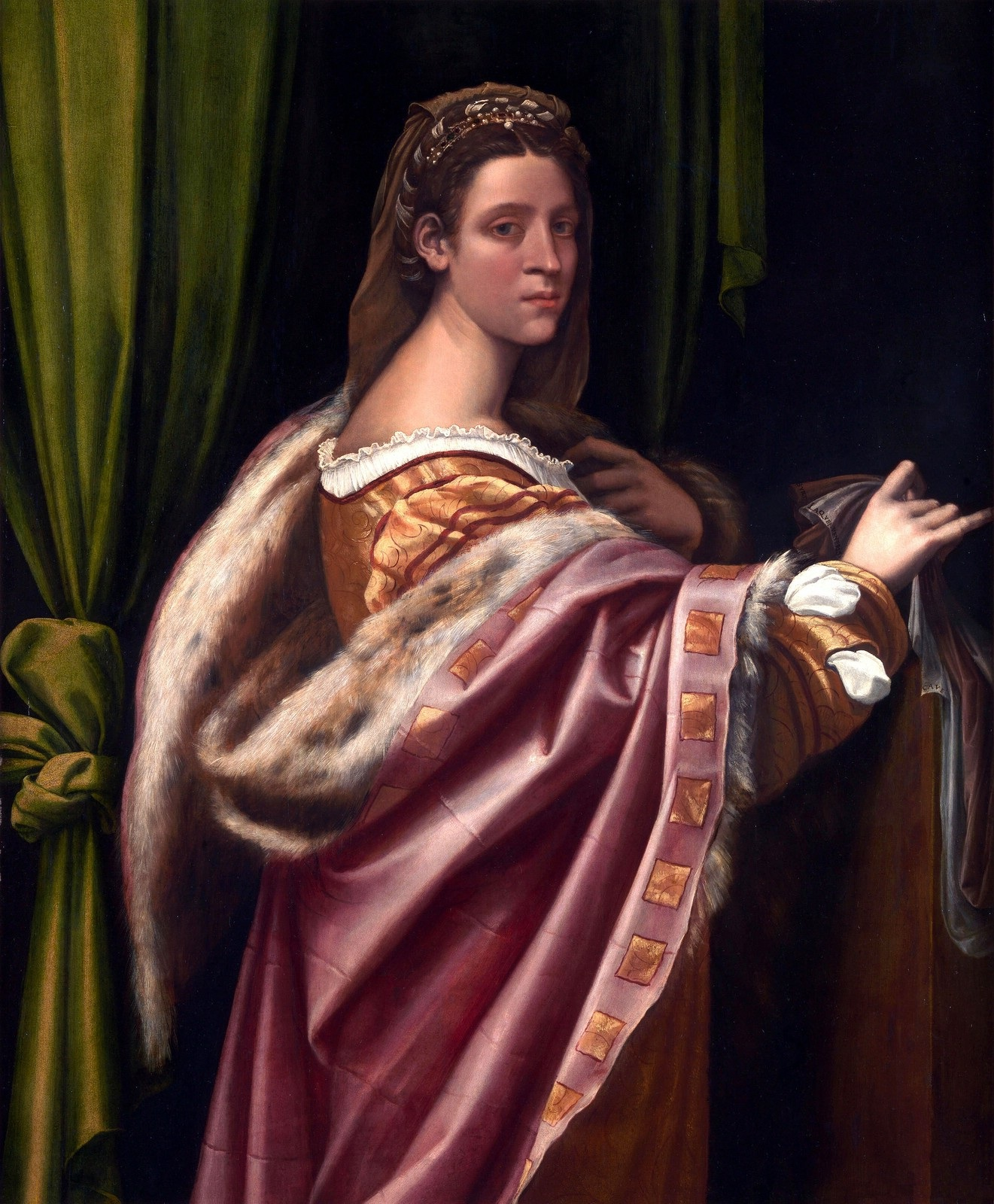
Possível retrato da condessa de Rodigo por Sebastiano del Piombo.

Antes de sua morte, em 1541, Valdés fez de Júlia herdeira de todos os seus escritos. Ela, portanto, deu continuidade às iniciativas do espanhol, estabelecendo também contatos com o círculo que se reunia em Viterbo, na casa do cardeal inglês Reginald Pole, próximo dos cargos reformados. 
Em 1542, quando a Inquisição foi reestabelecida, a condessa ajudou algumas pessoas a encontrarem refúgio nos Alpes. A própria Júlia, contudo, junto a seu amigo, Pietro Carnesecchi, seguidor de Valdés, decidiram aguardar, ainda esperando por uma reforma dentro da igreja.
Quando, em 1558, o cardeal Pole refugiado na Inglaterra, recebeu ordem de apresentar-se em Roma perante o Tribunal do Santo Ofício para responder à acusação de heresia, em seu leito de morte, declarou-se católico e obediente ao Papa, a condessa escreveu ao amigo Pietro Carnesecchi, que considerava essa afirmação “escandalosa”.
As interações da nobre com pessoas suspeitas de estarem próximas da Reforma Protestante chamaram a atenção da Inquisição, que começou a coletar provas para um julgamento por heresia, porém, isso não resultou em nada, graças à intervenção de seus primos, o cardeal Ercole e Ferrante I Gonzaga.
No meio dessa época turbulenta, a saúde de Júlia estava piorando, e ela se preparava para sua morte. Carnesecchi não consegui aceitar que perderia sua melhor amiga, e disse:
"Viver sem você nesse século maligno é como navegar os mares sem remos ou velas."
Júlia faleceu em Nápoles, quanto tinha por volta de 53 anos, em 16 de abril de 1566, deixando como herdeiro universal o sobrinho, Vespasiano I Gonzaga. Ela foi sepultada na Igreja de São Francisco delle Monache.
Após a sua morte, o Papa Pio V obteve a apreensão da sua correspondência, e, ao lê-la disse que, se ela ainda estivesse viva, "ele a teria queimado viva". No entanto, o exame da sua correspondência com Carnesecchi provocou a abertura da investigação e o julgamento por heresia contra este último, que foi queimado na fogueira, em 1 de outubro de 1567. Nas atas do julgamento inquisitorial contra Carnesecchi, Júlia Gonzaga, Pole, e Valdés, todos já falecidos, são descritos como hereges luteranos.